# Fuzil de serviço

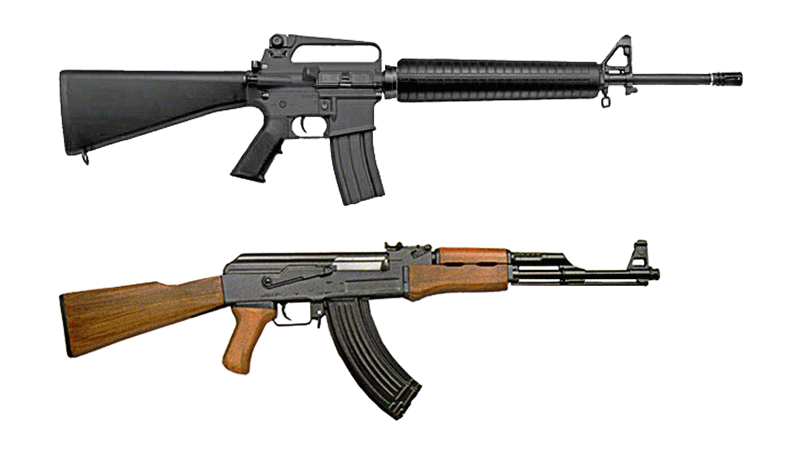
O M16 americano e o soviético AK-47, os dois fuzis de serviço mais comuns do mundo.

Um fuzil de serviço ou arma de serviço (também conhecido como fuzil padrão) é uma arma que uma força armada distribui como padrão para seus membros em serviço. Nas forças modernas, este é normalmente um fuzil de combate versátil e robusto, fuzil de assalto ou carabina adequado para uso em quase todos os ambientes. A maioria dos exércitos também tem pistolas de serviço ou armas secundárias de serviço.